# 1675
| 1675               |
| ------------------ |
| Dødsfald - Fødsler |
| • Begivenheder     |

| Gregoriansk kalender | 1675 MDCLXXV            |
| Ab urbe condita      | 2428                    |
| Armensk kalender     | 1124 ԹՎ ՌՃԻԴ            |
| Kinesiske kalender   | 4371 – 4372 甲寅 – 乙卯 |
| Etiopisk kalender    | 1667 – 1668             |
| Jødisk kalender      | 5435 – 5436             |
| Hindukalendere       |                         |
| - Vikram Samvat      | 1730 – 1731             |
| - Shaka Samvat       | 1597 – 1598             |
| - Kali Yuga          | 4776 – 4777             |
| Iransk kalender      | 1053 – 1054             |
| Islamisk kalender    | 1086 – 1087             |

Konge i Danmark: Christian 5. 1670-1699 – Danmark i krig: Skånske Krig 1675-1679
Se også 1675 (tal)

## Begivenheder
- 11. november - Gottfried Leibniz introducerer integralregning til at finde arealet under grafen for ligningen y = f(x)
- 13. december - danske tropper angriber Wismar i Nordtyskland og indleder hermed Den Skånske Krig

## Dødsfald
- Den hollandske maler Jan Vermeer
- 5. november - Cort Adeler